# Alessandro Magno a cavallo di Bucefalo
Alessandro Magno a cavallo di Bucefalo è una scultura in porcellana biscuit di Filippo Tagliolini (Fogliano di Cascia 1745- Napoli 1809), che dal 1780 fino alla morte lavorò come modellatore presso la Reale Fabbrica della porcellana di Napoli (attiva tra il 1771 e il 1807). L’opera di Filippo Tagliolini si ispira al bronzetto di Alessandro Magno a cavallo risalente al I secolo A.C. , conservato al Museo Archeologico Nazionale di Napoli. 
Ritrae il re macedone Alessandro Magno in sella al suo leggendario cavallo Bucefalo, che si impenna, armato probabilmente di lancia che punta contro il nemico.